# Allerborn
Allerborn (en luxemburguès: Allerbuer; en alemany: Allerborn) és una vila de la comuna de Wincrange, situada al districte de Diekirch del cantó de Clervaux. Està a uns 51 km de distància de la ciutat de Luxemburg.

## Història
Allerborn té restes de mineria que va ser gairebé completament destruïda durant la Segona Guerra Mundial. Aquestes ruïnes es poden descobrir per un viarany que uneix Longvilly (Bèlgica) amb Allerborn.